# Wayne's World 2
Pour les articles homonymes, voir Wayne.
Série
Wayne's World
(1992)
Pour plus de détails, voir Fiche technique et Distribution.
Wayne's World 2 ou Le Monde selon Wayne 2 au Québec est une comédie américaine de Stephen Surjik sortie en 1993.  Ce film fait suite à Wayne's World, sorti un an plus tôt.

## Synopsis

Wayne Campbell et Garth Algar ont enfin quitté le domicile parental. Wayne file le parfait amour avec Cassandra, qui a engagé un nouvel agent, Bobby. Wayne voit l'arrivée de celui-ci d'un mauvais œil… Une nuit, Jim Morrison et un « indien zarbi à moitié à poil » dans le désert lui apparaissent en rêve, et lui révèlent le véritable sens de sa vie ; il devra organiser, dans sa ville d'Aurora, le festival rock « Waynestock »...

## Fiche technique
- Titre original et français : Wayne's World 2
- Titre québécois : Le Monde selon Wayne 2
- Musique : Carter Burwell
- Décors : Gregg Fonseca
- Costumes : Melina Root
- Photographie : Francis Kenny
- Montage : Malcolm Campbell
- Producteur : Lorne Michaels
- Distribution : United International Pictures
- Pays d'origine :  États-Unis
- Langue : anglais
- Genre : Comédie
- Format : couleur - 35 mm 1,85:1 - son Dolby
- Durée : 95 minutes
- Dates de sortie :
  -  États-Unis : 10 décembre 1993
  -  France : 6 avril 1994

## Distribution
- Mike Myers (VF : Emmanuel Curtil / Richard Darbois {scène de karaté}) : Wayne Campbell
- Dana Carvey (VF : Michel Didym) : Garth Algar
- Tia Carrere (VF : Maïk Darah) : Cassandra Wong
- Christopher Walken (VF : Bernard Tiphaine) : Bobby Cahn
- Ralph Brown (VF : Bernard Métraux) : Del Preston
- Chris Farley : Milton
- James Hong (VF : Jacques Deschamps) : Jeff Wong
- Michael A. Nickles (VF : Philippe Vincent) : Jim Morrison
- Frank DiLeo (en) : Frankie « Mr Big » Sharp
- Olivia d'Abo : Betty Jo
- Drew Barrymore : Bjergen Kjergen
- Ed O'Neill (VF : Jean-François Aupied) : Glen (Mikita)
- Lee Tergesen (VF : Thierry Ragueneau) : Terry
- Kevin Pollak (VF : Renaud Marx) : Jerry Segel
- Harry Shearer (VF : Jean Barney) : Sam Beaugosse
- Tim Meadows : Sammy Davis, Jr.
- Ted McGinley : le hurleur
- Larry Sellers : l'indien zarbi à moitié à poil
- Stephen Surjik : le réalisateur du film qui effectue le changement d'acteur pour le rôle du pompiste (caméo)
- Bob Odenkirk : nerd au concert d'Aerosmith (caméo)

### Acteurs invités
- Aerosmith
- Heather Locklear
- Charlton Heston (VF : Raymond Loyer) : l'acteur de remplacement
- Kim Basinger (VF : Chris Vergé) : Honey Hornée (VF : Honey Chautuc)
- Rip Taylor (VF : Michel Mella)
- Jay Leno

## Bande originale
- Label : Reprise Records
- Date de sortie : 14 décembre 1993

- Liste des morceaux :

1. Louie Louie - Robert Plant
2. Dude (Looks Like a Lady) - Aerosmith
3. Idiot Summer - Gin Blossoms
4. Superstar - Superfan
5. I Love Rock 'N' Roll - Joan Jett & The Blackhearts
6. Spirit in the Sky - Norman Greenbaum
7. Out There - Dinosaur Jr.
8. Mary's House - 4 Non Blondes
9. Radar Love - Golden Earring
10. Can't Get Enough - Bad Company
11. Frankenstein - Edgar Winter
12. Shut Up and Dance - Aerosmith
13. Y.M.C.A. - Village People

On entend également, lors de la scène post-générique de fin, la chanson The Wind Cries Mary de Jimi Hendrix, lorsque l'indien zarbi à moitié à poil verse une larme en voyant tous les déchets du concert à nettoyer. Wayne et Garth le rassure en faisant eux-mêmes le ramassage.

## Autour du film
- Le film parodie bon nombre de films ou séries télévisées :
  - Batman : Wayne soulève la tête d'une statue, Garth presse le bouton à l'intérieur, une étagère s'écarte et ouvre un accès au garage par une barre de pompier.
  - Jurassic Park : Wayne et Garth font des repérages au Parc Stevenson tard le soir sous un orage. Alors qu'ils observent la carte avec une lampe, ils aperçoivent la tête d'un T-Rex à travers la vitre, Wayne hurlant même à Garth « Éteins la lampe ! ».
  - Le Lauréat : Au volant d'une petite décapotable rouge et au son de la chanson Mrs. Robinson (interprétée par Simon & Garfunkel), Wayne part chercher Cassandra à l'église pour empêcher son mariage avec Bobby. Chaque ingrédient de la séquence y est repris de manière plus comique (l'arrêt à la station, la panne de voiture, la fin du trajet à pied, la grande vitre à l'étage du dessus, la fuite en bus,...).
  - Thelma et Louise : Dans la seconde fin du film, Wayne et Garth se retrouvent face à un hélicoptère et décident de se jeter dans le grand canyon. Wayne est coiffé d'un foulard tandis que Garth a des cheveux bouclés.
- James Hong, qui joue le père de Cassandra, est un vétéran des films de combats. Il a par conséquent assuré lui-même la plupart des plans de sa scène de combat avec Mike Myers.
- Chris Farley, qui interprète le rôle de Milton, était déjà apparu dans le premier film dans le rôle d'un gorille de la sécurité lors du concert d'Alice Cooper à Milwaukee.
- Stephen Surjik, réalisateur du film, fait une petite apparition : Il effectue le changement d'acteur pour le rôle du pompiste.